# 首都圏新都市鉄道TX-2000系電車
首都圏新都市鉄道TX-2000系電車（しゅとけんしんとしてつどうTX-2000けいでんしゃ）は、首都圏新都市鉄道の交直流通勤形電車。

## 概要
首都圏新都市鉄道つくばエクスプレス（以下、つくばエクスプレス）開業時に導入された日立製作所製のA-trainである。同時期に導入されたTX-1000系をベースに設計されたが、主に電装品が異なり、茨城県内（守谷駅 - つくば駅間）で採用する交流電化区間にも対応したものとなっている。形式称号の "TX" はつくばエクスプレスのアルファベット表記"Tsukuba eXpress" に由来する。
2003年（平成15年）3月に先行試作車6両編成1本（6両）、翌2004年（平成16年）1月から7月にかけて量産車6両編成15本（90両）が落成し、いずれも2005年（平成17年）8月24日のつくばエクスプレス開業と同時に営業運行を開始した。
その後、全線での利用客の増加に伴って輸送力増強のための車両増備が必要となったことから、2008年度に開業時の量産車をマイナーチェンジした1次増備車6両編成4本（24両）を新製した。この増備車は2008年（平成20年）8月12日より営業運転を開始しており、その後の10月1日のダイヤ改正より朝ラッシュ時の列車増発が図られた。
さらにその後、2012年度には1次増備車を基本とした2次増備車6両編成3本（18両）を新製した。この増備車は2012年7月上旬より営業運転を開始しており、その後の10月15日に行われたダイヤ改正より列車増発が図られた。
なお、本系列の輸送力増強に伴う増備車は首都圏新都市鉄道が監修した資料（2012年度増備車落成時点）において、2008年度増備車は1次増備車（一次増備車）、2012年度増備車は2次増備車（二次増備車）との記載があり、本項目ではこの呼称（太字の呼称）を用いる。

## 車体外観

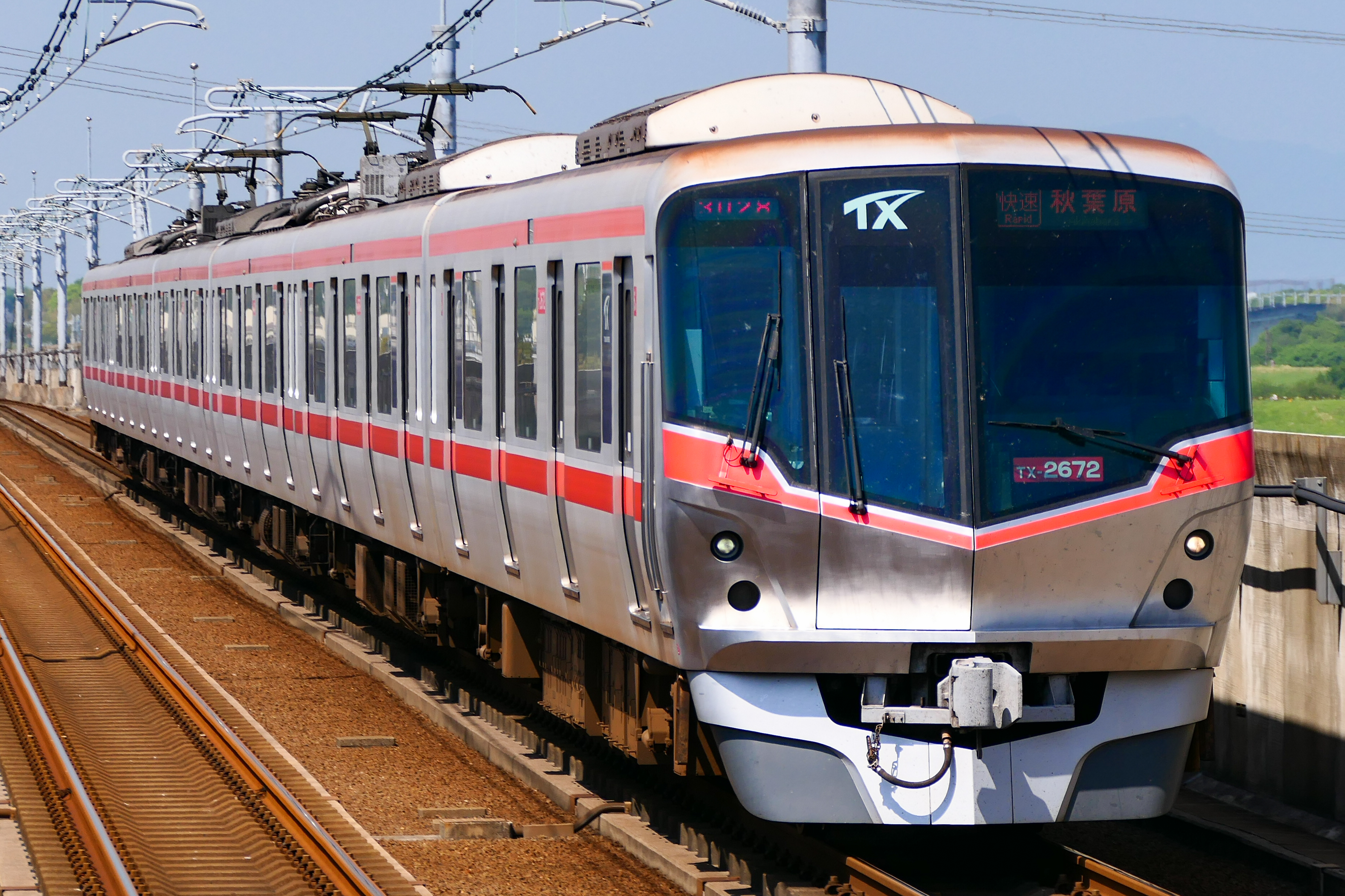
スカーレットのVラインを配した増備車（2023年5月 柏たなか駅）

車体は片側4か所の両開き客用扉を有する。車体のサイズは全長20m・幅2950mm級で、その幅は日本の軌間1067mm路線の中では最大級、いわゆる「幅広車体」を採用している。材質はアルミニウム合金で、最新のダブルスキン構造を採用した。表面に酸化被膜を形成する加工を施して腐食を防いでおり、無塗装である。アクセントとして車体側面上部に赤色のテープによるラインを貼り付けている。前面デザインは鋭いラインとV字型のガラスが特徴で、高速感を出したものとなっており、路線内のトンネル区間や地下区間で非常時の避難を目的に貫通扉を持つ。
TX-1000系とはほぼ同じ外観で一見すると見分けが付かないが、本系列は高圧の交流電化区間を走行するため、屋根上の集電装置（パンタグラフ）は、4か所となっておりTX-1000系の3か所よりも多くなっている。さらに、周囲は絶縁のための碍子が多数設置されている。また、車両番号を表示するプレートの色が、TX-1000系の紺色に対して、本系列では赤色である。
1次増備車からは外観デザイン（形状）に変更はないが、前面フロントガラス下部にスピード感を表すスカーレットのVラインを配置した 。側面は駅停車時に車両と可動式ホーム柵を識別しやすくなるよう車体全長に白色とスカーレットのラインを配置したほか、戸袋部TXマークの上にもスカーレットのラインを追加している。

## 内装
内装に関する記述は先行試作車・量産車を基本とし、増備車の変更点については別途記載する。
車内は白色を基調とし、客用ドアも同色の化粧板仕上げである。各ドア下部には滑り止めを兼ねた黄色い点字ブロックが貼り付けられているのに加え、ドアの開閉に合わせてドアチャイムが鳴動するなど視覚障害者にも配慮したものとなっている。また、編成中2両（2・5号車）に車椅子スペースを持つ。
座席は全車両住江工業製であり、ロングシートを基本とするが、編成の中央部分の2両（3・4号車）はボックスシートとロングシートの混在するセミクロスシート配置とした。なお、混雑緩和を目的として23編成のうち16編成においてボックスシートをロングシートに改造することが首都圏新都市鉄道より発表されており、2017年4月27日の時点で第54編成と第56編成の2編成がロングシート化の改造を終えて運用に就いている。2018年6月には中期経営計画で未改修の7編成についてもロングシート化が発表されており、2020年までに後述の事故で休車中の71編成を除いた全車が施工された。
また、着席区画の明確化と同時に混雑時につかむことが出来たり、着席・起立時の補助とすることも出来る握り棒（スタンションポール）が設置されている。つり革は握りやすい三角形タイプで、優先席部分はオレンジ色としてある。
側面の窓は大きな1枚ガラスを用いている。1990年代以降の新型車両では紫外線カット機能付きのガラスを採用する代わりにカーテンを廃するものも出てきたが、本系列では透明ガラスと巻き上げカーテンを採用した。この窓は開閉不能のはめ殺しであるが、空調設備が故障した時の換気用として車両連結面（妻面）に開閉可能な小窓を設置している。
乗客用車内案内表示装置としてLED式の文字スクロールによるものと路線図式のものが設置されている。他事業者では路線図式のものはLED式の文字スクロールによる表示に取って代わったところが多く、新たに採用しているところは少ない。また、自動放送装置を搭載しており、日本語と英語に対応している。

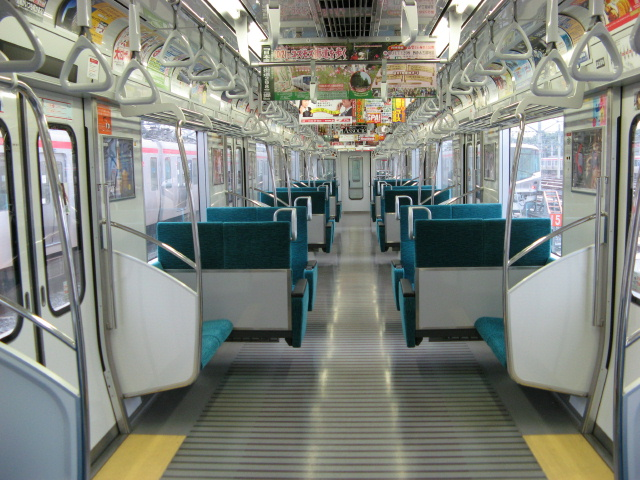
ボックス式クロスシートを備えていた時期の車内
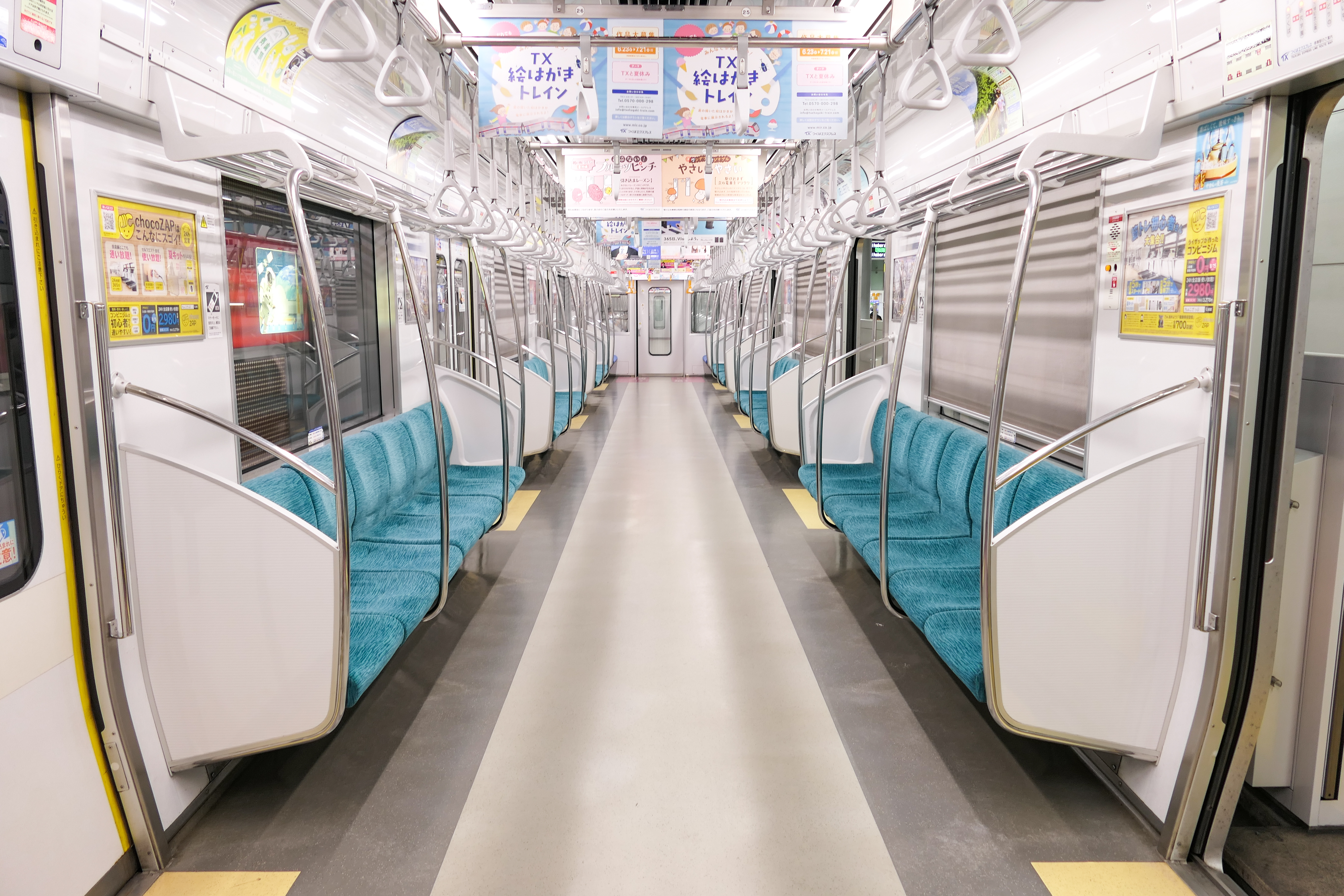
ロングシート車内（2469）
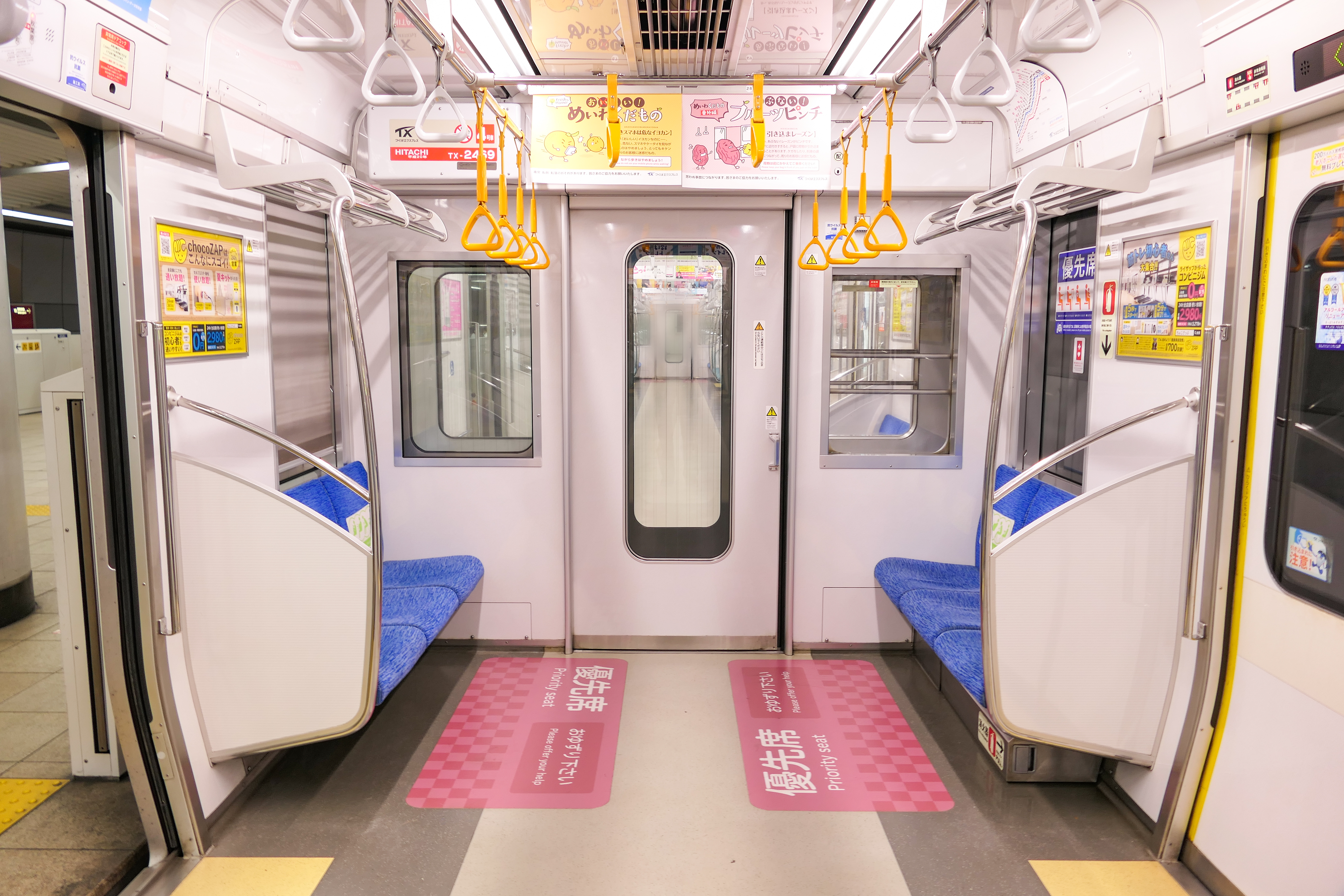
優先席（2469）
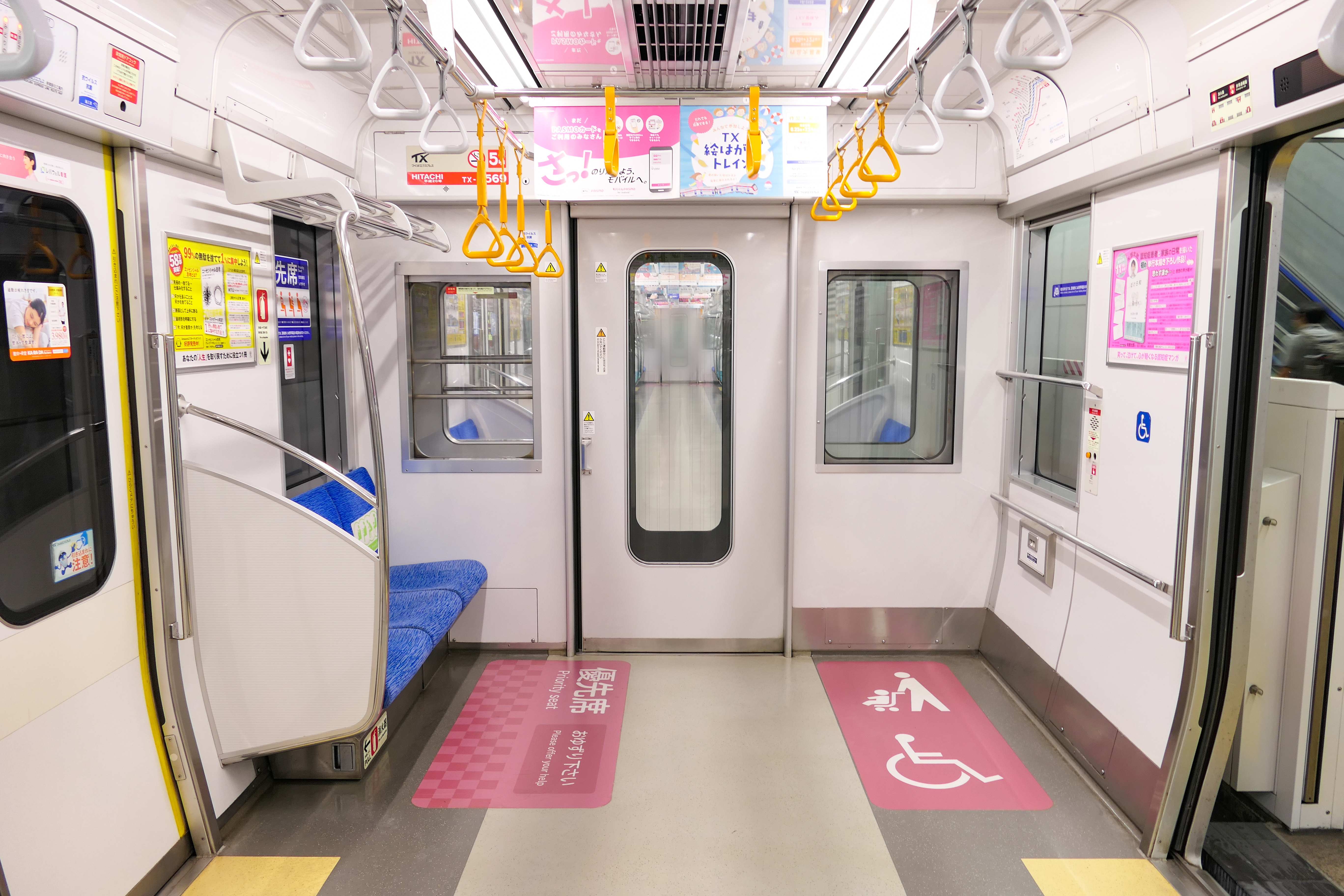
車椅子スペース（2569）
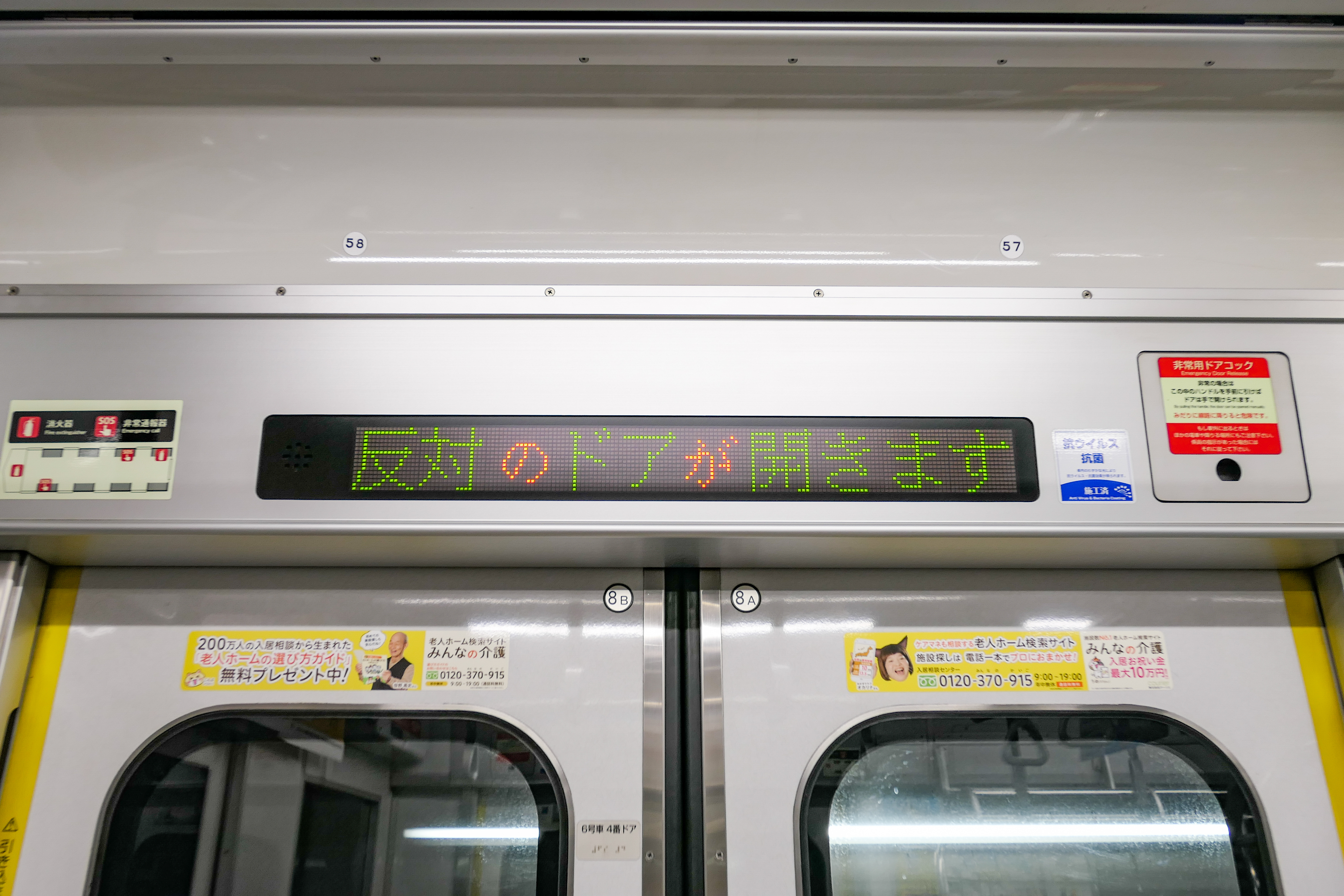
LED式の車内案内表示器（2669）
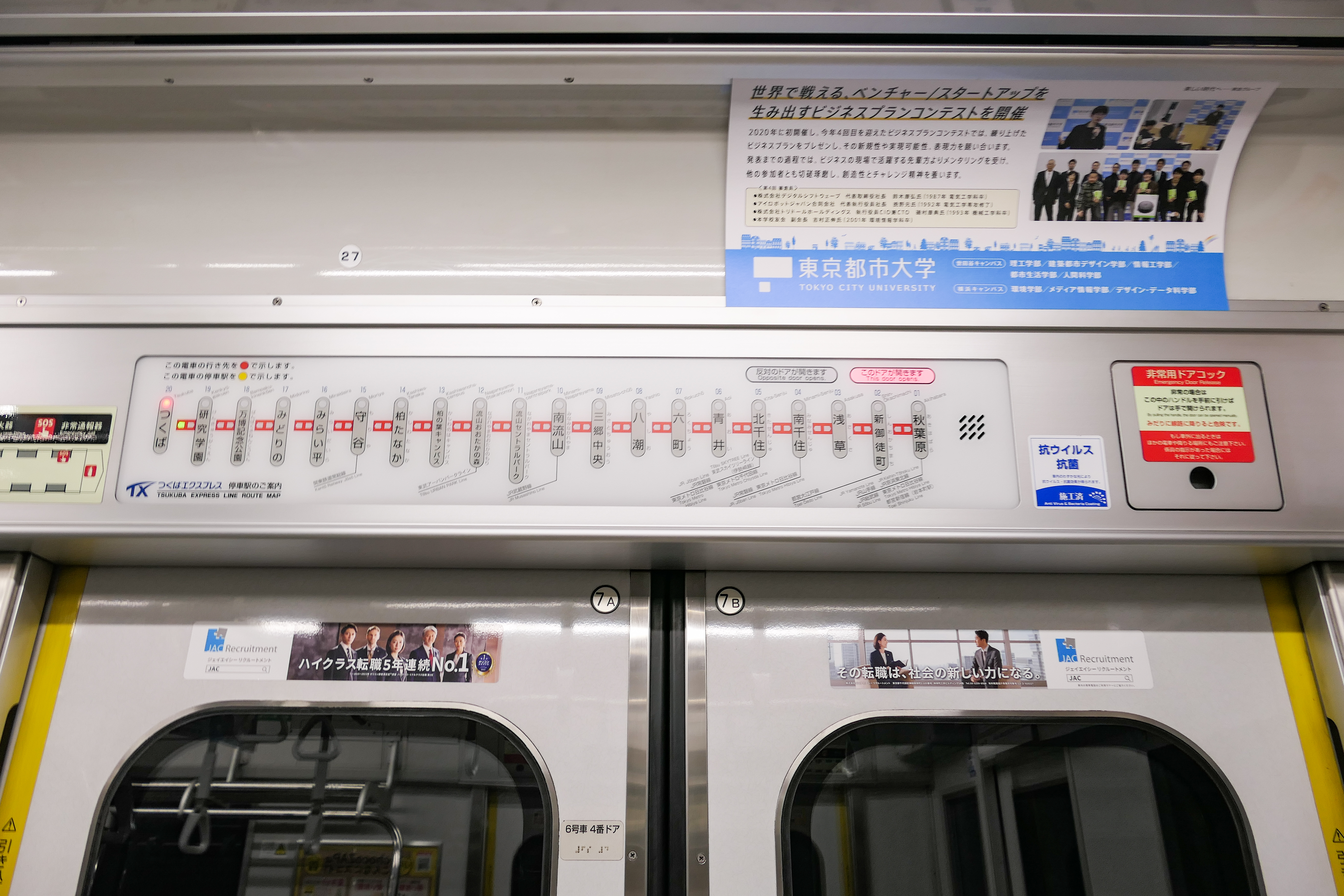
路線図式の車内案内表示器（2669）

### 増備車の変更点

#### 1次増備車より
1次増備車から火災対策の強化として天井部の空調装置ルーバの材質をアルミ合金製に変更したほか、床敷物を塩化ビニル材からゴム材に変更した。ドア戸袋部の引き込まれ防止ゴムの材質を硬くし、乗客の荷物等が引き込まれるのを防止できるようにした。座席モケットのクッション材を改良し、より柔らかいものにした。なお、このグループの床敷物設置方法には、のちに不備があることが判明し、国土交通省から改善指示が出されている（後述）。
また、安全対策から7人掛け座席間の枕木方向につり革を増設、女性専用車にもなるつくば方先頭車1号車と優先席部にある一部のつり革（落成時からオレンジ色）のつり高さを50mm低くした。このほか、車内の非常用ドアコックなどの、車内ステッカーの一部を蓄光式ステッカーに変更、乗務員室背後の電磁鎖錠用の通行表示灯（仕切開戸解錠時に通行可を表示）を大型化した。
1次増備車以降は座席やガラスに記載される「優先席」のロゴが異なり、また携帯電話のマナーを記載したステッカーも別のものに変更されている。

#### 2次増備車より
2次増備車では省エネルギー化のため、室内灯を蛍光管式からLED照明に変更した 。LED照明を採用することで消費電力は蛍光灯よりも約23%削減されている。座席については座り心地を改善するために座席構造を根本的に見直している。ロングシート、クロスシートともに座席フレームの構造を改良することで座席詰め物を厚くさせた他、バケット形状が変更されており、座席座り心地の大幅な改善が図られている。
冬期の車内環境を改善するため、ロングシート車では約20%（1基あたりの容量は750W→960Wまたは750Wに）、クロスシート車では約10%（1基あたりの容量は400W→750Wまたは450Wに）暖房容量の増加が図られている。同時に取り付け位置を若干下げたことにより、床面付近の足元温度を約3℃向上させ、車内輻射熱の増加が図られている。
視覚障害者への配慮として従来からのドア開閉チャイムに加えてドア開案内チャイムを付加し、駅停車中に5秒間隔でチャイムを鳴動させている。つり革はロングシート一般席部のつり革のつり位置を50mm下げ、床面高さ1,600mmに統一した。また、車内換気量増加のため、各車の車端部優先席部と車椅子スペース部の側窓を200mm開閉できるように改良した。

### 無線LAN
第60編成は落成時から、他編成は改造により無線LAN機器を搭載。2005年8月24日の開業日から翌2006年（平成18年）7月31日まで列車内無線LAN接続トライアル用に供された。
無線LAN接続商用サービス開始の決定により、2006年7月31日までに全16編成が無線LAN接続対応となり、商用サービスは同年8月24日から開始された。当初はNTTドコモの「Mzone」と「moperaU「公衆無線LAN」コース」のみが提供されていたが、同年11月9日からは東日本電信電話（NTT東日本）の「フレッツ・スポット」も提供が開始された。なお、トライアルユーザーに対しては8月24日から1か月間商用環境の体験キャンペーンなどが実施された。

## 乗務員室
運転台のマスター・コントローラーはワンハンドル仕様で、力行とブレーキが一体化しており、左手だけで操作する。また、ワンマン運転対応のために客用ドア開閉スイッチを運転台部分に併設する。運転台にはTIS（車両制御情報管理装置）と呼ばれる三菱製のモニタ装置があり、各車両の状態が一目でわかるようになっている。
1次増備車からは運転士用放送操作器のマイクのコードを延長して利便性を向上させたほか、右側面部に携帯無線機の置き台を新設、非常ブレーキ押しボタンの形状が変更されている。また、遮光対策として、フロントガラス上部に遮光フィルムの貼り付けを実施したほか、光線ヨケ（遮光板）を透明品から黒色の不透明品に変更・サイズを大型化した。

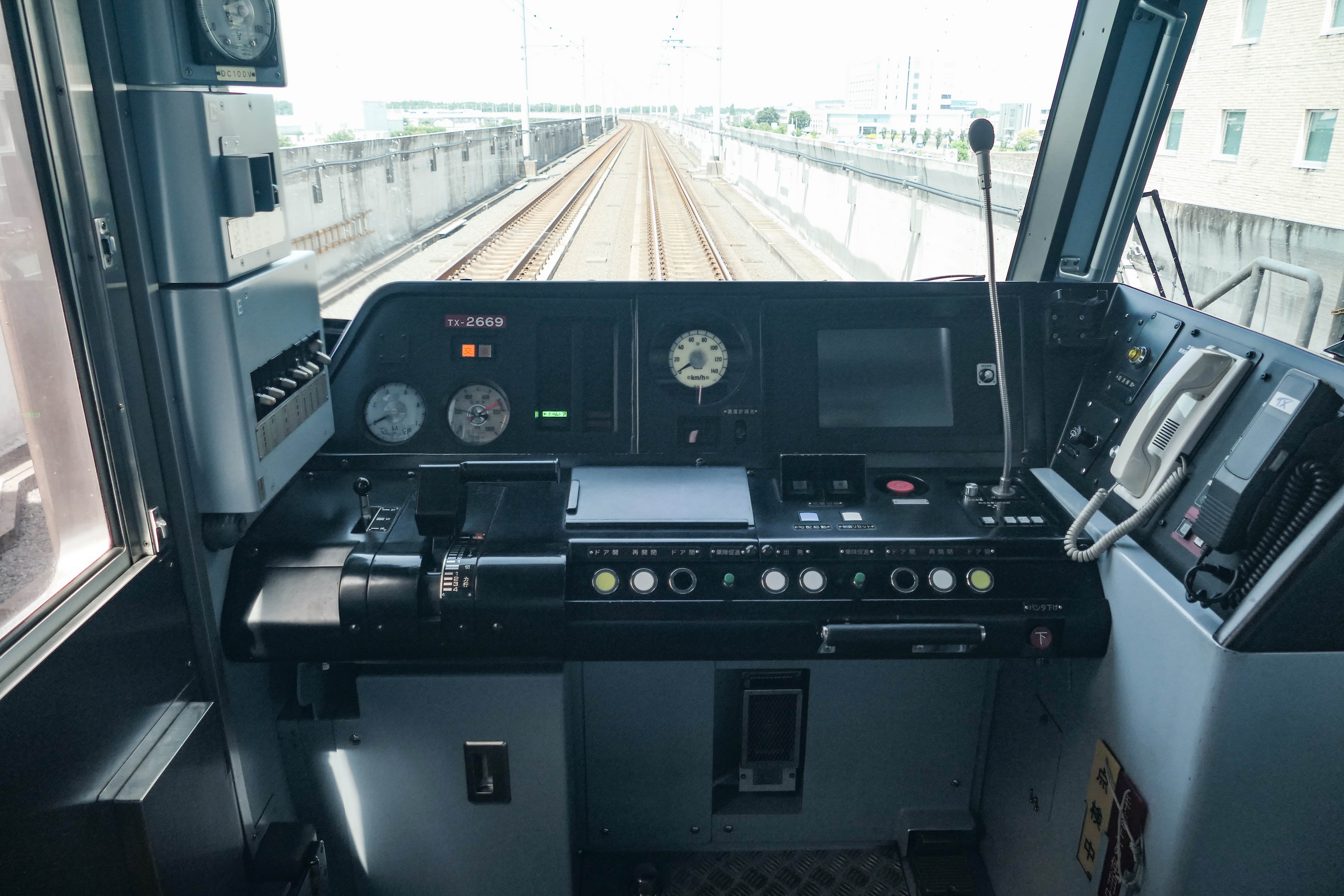
運転台（2669）

## 走行機器など
主制御機器（走行用モーターの制御装置）には日立製作所製のIGBT素子によるVVVFインバータ（回生ブレーキ対応）を採用しており、主変換装置にPWMコンバータとともに搭載されている。1基のVVVFインバータが制御する主電動機の数を2台に制限することで、制御装置が故障した時も自力走行出来ることを目標にしている。主電動機（走行用モーター）も日立製のかご形三相誘導電動機で、EFO-K60形を電動車1両に4台搭載する。車軸への動力伝達はTD平行カルダン駆動方式、歯車比は1:6.53で起動加速度3.0km/h、最高速度130km/hに対応している。台車は川崎重工業製のヨーダンパ付きのボルスタレス台車であり、電動車がKW167、付随車がKW168を名乗る。
交直流電車であるため、直流1,500Vと交流50Hz 20,000Vとの両方の電源に対応出来るように、屋根上に交直切換器・交流遮断器・直流・交流避雷器などの電源切替に必要な機器類を搭載している。床下には主変圧器を搭載しており、直流区間では、架線からの電源が直接に主変換装置に搭載されているVVVFインバータに送られているが、交流区間では交流電源を主変圧器により降圧させ、主変換装置に搭載されているPWMコンバータで直流に変換された後にVVVFインバータに送られている。また、交直切替は自動切り替え機能を搭載し、TX-1000系と同じく車内の照明や冷暖房の電源用として静止形インバータ (SIV) を搭載。交流区間でSIV装置が使用出来るように、補助回路用の交直切替器と主変圧器の2次側にある3次巻線からの交流1,444Vを直流1,250Vに変換する高圧補助整流装置を搭載している。
増備車において機器類に大きな変更点はないが、2次増備車ではそれまでのスクリュー式空気圧縮機（除湿装置一体型・吐出量1,600L/min）からオイルレス式空気圧縮機（除湿装置一体型・吐出量1,600L/min）に変更されている。

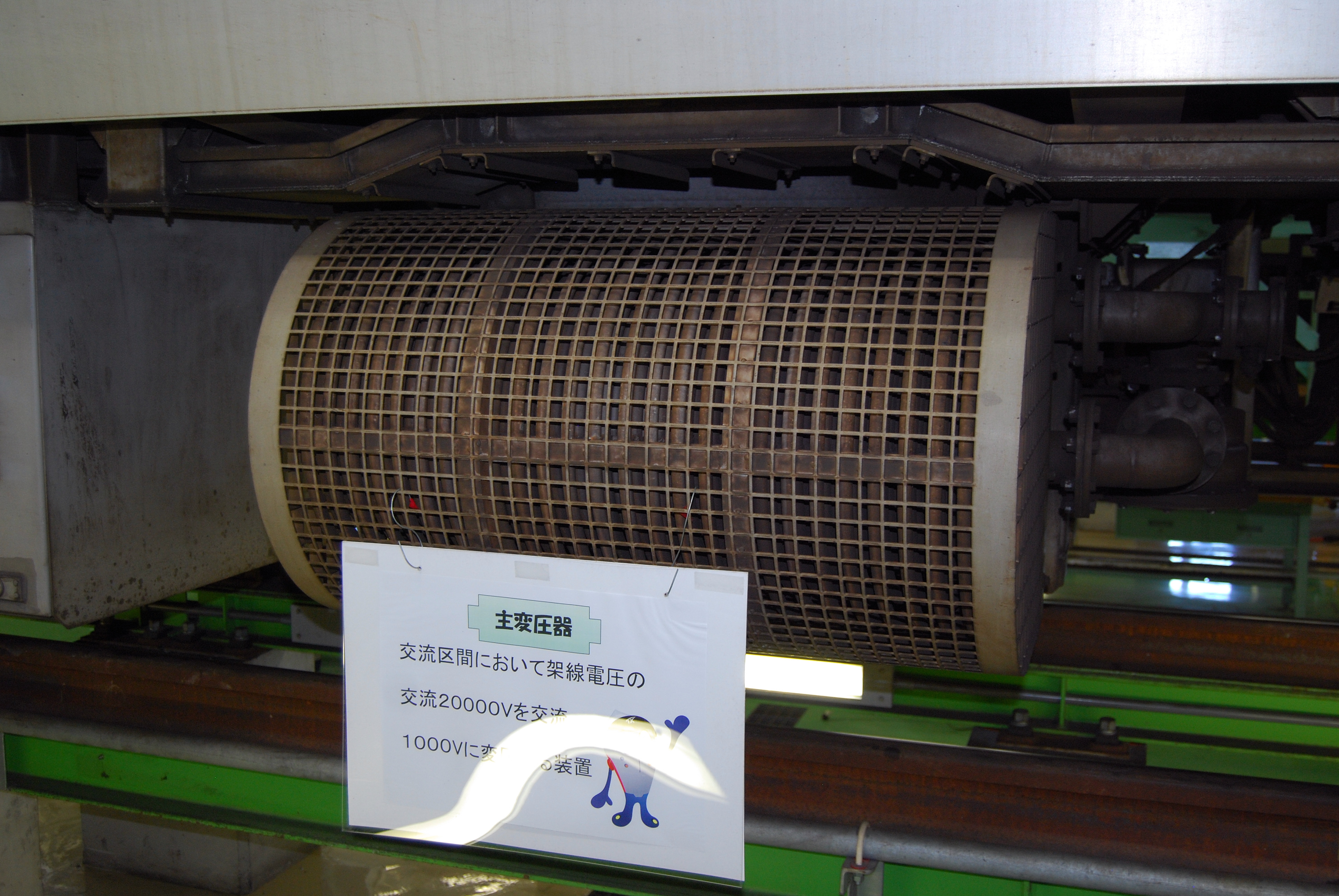
TX-2000系の床下に搭載されている主変圧器

## 保安装置
ATCとATO・TASCを搭載し、ワンマン運転を実施している、基本的に本線上ではATO運転（自動運転）を行っており、運転士の出発ボタン操作で力行から次駅停車までを自動で行うようになっている。ATO運転中の手動介入は、高位のブレーキ操作のみ受け付ける。ただし、車両基地内では手動運転を行っている。
2014年1月から朝ラッシュ時の守谷 - 北千住間はTASC運転を実施している。これは先行列車に接近した追従運転時、ATOでは度重なる車内信号の現示変化に柔軟な対応が難しく、乗り心地が低下していたためである。
運転席背面には運転切換スイッチがあり、ATC（手動）運転・ATO運転（自動運転）・ATC（TASC）運転の3モードから選択できる。ATOには運転モードがあり、雨天モード・平常モード・回復モードの3モードから選択できる。雨天モードは雨天時または降雪時の滑走防止のため、平常よりも減速度を約20 %抑えるもので、回復モードは目標速度を平常モードより2 km/hアップさせるもの（平常モードはATC信号現示の5 km/h下で運転）である。ただし、現在はATOソフトウェアの改修により、平常モードの目標速度をアップさせており、回復モードは使用していない。

## 編成
| \| \| \| ← つくば秋葉原 → \| \| \| \| \| \| \| \| 号車 \| 号車 \| 1 \| 2 \| 3 \| 4 \| 5 \| 6 \| 製造年 \| \| 形式 \| 形式 \| TX-2100形 (CT1) \| TX-2200形 (M1) \| TX-2300形 (M2) \| TX-2400形 (M1') \| TX-2500形 (M2') \| TX-2600形 (CT2) \| 製造年 \| \| 搭載機器 \| 搭載機器 \| CP,BT \| MTr,CI \| CI,SIV \| MTr,CI \| CI,SIV \| CP,BT \| 製造年 \| \| 重量 \| 重量 \| 30.3t \| 38.1t \| 34.1t \| 38.1t \| 34.1t \| 30.9t \| 製造年 \| \| 定員 \| 定員 \| 147人 \| 158人 \| 158人 \| 158人 \| 158人 \| 147人 \| 製造年 \| \| 座席定員 \| 座席定員 \| 48人 \| 51人 \| 54人 \| 54人 \| 51人 \| 48人 \| 製造年 \| \| 備考 \| 備考 \| \| 車椅子 \| （セミクロス） 弱冷房車 \| （セミクロス） \| 車椅子 \| \| 製造年 \| \| 車番 \| 試作車 \| TX-2151 \| TX-2251 \| TX-2351 \| TX-2451 \| TX-2551 \| TX-2651 \| 2003年 （平成15年） \| \| 車番 \| 量産車 \| TX-2152 ： TX-2166 \| TX-2252 ： TX-2266 \| TX-2352 ： TX-2366 \| TX-2452 ： TX-2466 \| TX-2552 ： TX-2566 \| TX-2652 ： TX-2666 \| 2004年 （平成16年） \| \| 車番 \| 1次増備車 \| TX-2167 ： TX-2170 \| TX-2267 ： TX-2270 \| TX-2367 ： TX-2370 \| TX-2467 ： TX-2470 \| TX-2567 ： TX-2570 \| TX-2667 ： TX-2670 \| 2008年 （平成20年） \| \| 車番 \| 2次増備車 \| TX-2171 ： TX-2173 \| TX-2271 ： TX-2273 \| TX-2371 ： TX-2373 \| TX-2471 ： TX-2473 \| TX-2571 ： TX-2573 \| TX-2671 ： TX-2673 \| 2012年 （平成24年） \| | | |                    |                         |                    |                    |                    |                     |
| 形式 - CT：制御車 - T：付随車 - M：電動車 | 機器 - MTr：主変圧器 (Main-Transformer) - CI：主変換装置 (Converter・Inverter) - CP：電動空気圧縮機 (Compressor) - SIV：静止形インバータ - BT：蓄電池（バッテリー） | 設備 - 車椅子：車椅子スペース - （セミクロス）：セミクロスシート （一部編成を除き、順次ロングシートに改造） |                    |                         |                    |                    |                    |                     |
| | | ← つくば秋葉原 →                                                                                            |                    |                         |                    |                    |                    |                     |
| 号車 | 号車 | 1 | 2                  | 3                       | 4                  | 5                  | 6                  | 製造年              |
| 形式 | 形式 | TX-2100形 (CT1)                                                                                             | TX-2200形 (M1)     | TX-2300形 (M2)          | TX-2400形 (M1')    | TX-2500形 (M2')    | TX-2600形 (CT2)    | 製造年              |
| 搭載機器 | 搭載機器 | CP,BT | MTr,CI             | CI,SIV                  | MTr,CI             | CI,SIV             | CP,BT              | 製造年              |
| 重量 | 重量 | 30.3t | 38.1t              | 34.1t                   | 38.1t              | 34.1t              | 30.9t              | 製造年              |
| 定員 | 定員 | 147人 | 158人              | 158人                   | 158人              | 158人              | 147人              | 製造年              |
| 座席定員 | 座席定員 | 48人 | 51人               | 54人                    | 54人               | 51人               | 48人               | 製造年              |
| 備考 | 備考 | | 車椅子             | （セミクロス） 弱冷房車 | （セミクロス）     | 車椅子             |                    | 製造年              |
| 車番 | 試作車 | TX-2151 | TX-2251            | TX-2351                 | TX-2451            | TX-2551            | TX-2651            | 2003年 （平成15年） |
| 車番 | 量産車 | TX-2152 ： TX-2166                                                                                          | TX-2252 ： TX-2266 | TX-2352 ： TX-2366      | TX-2452 ： TX-2466 | TX-2552 ： TX-2566 | TX-2652 ： TX-2666 | 2004年 （平成16年） |
| 車番 | 1次増備車 | TX-2167 ： TX-2170                                                                                          | TX-2267 ： TX-2270 | TX-2367 ： TX-2370      | TX-2467 ： TX-2470 | TX-2567 ： TX-2570 | TX-2667 ： TX-2670 | 2008年 （平成20年） |
| 車番 | 2次増備車 | TX-2171 ： TX-2173                                                                                          | TX-2271 ： TX-2273 | TX-2371 ： TX-2373      | TX-2471 ： TX-2473 | TX-2571 ： TX-2573 | TX-2671 ： TX-2673 | 2012年 （平成24年） |

- パンタグラフはTX-2200形、TX-2400形に搭載。
- 両先頭車には保安装置としてATC/ATO装置、ATO車上子、ATO送受信装置、戸閉制御切換装置を搭載。
- 静止形インバータのほか、両先頭車には排気扇用インバータを搭載。
- TX-2600形には列車無線装置と床下に無線アンテナ4基を設置。

つくばエクスプレスでは沿線の利用客増加に伴い、2030年代の前半を目安に8両編成へ増強する。そのため、当形式も中間に付随車2両を挿入した8両編成の増強が予定されている。

## 改造工事

### 内装
- 朝夕ラッシュ時に女性専用車両を設定（2005年9月1日 - ）
- 乗務員室内に無線LAN (NTT, WIPAS) のアンテナを設置（2005年夏 - 2006年夏）
- 第51 - 第59編成のボックスシート部にテーブルを設置（2006年1月 - 2006年3月）
- 優先席付近のつり革の色の変更（2007年頃）
- 開閉扉上部への小型LCD設置(2018年頃〜)

### 運転・走行機器
- マスター・コントローラーの取っ手部分の交換（2010年）
- 行先表示機のフルカラーLED化（2017年 - ）

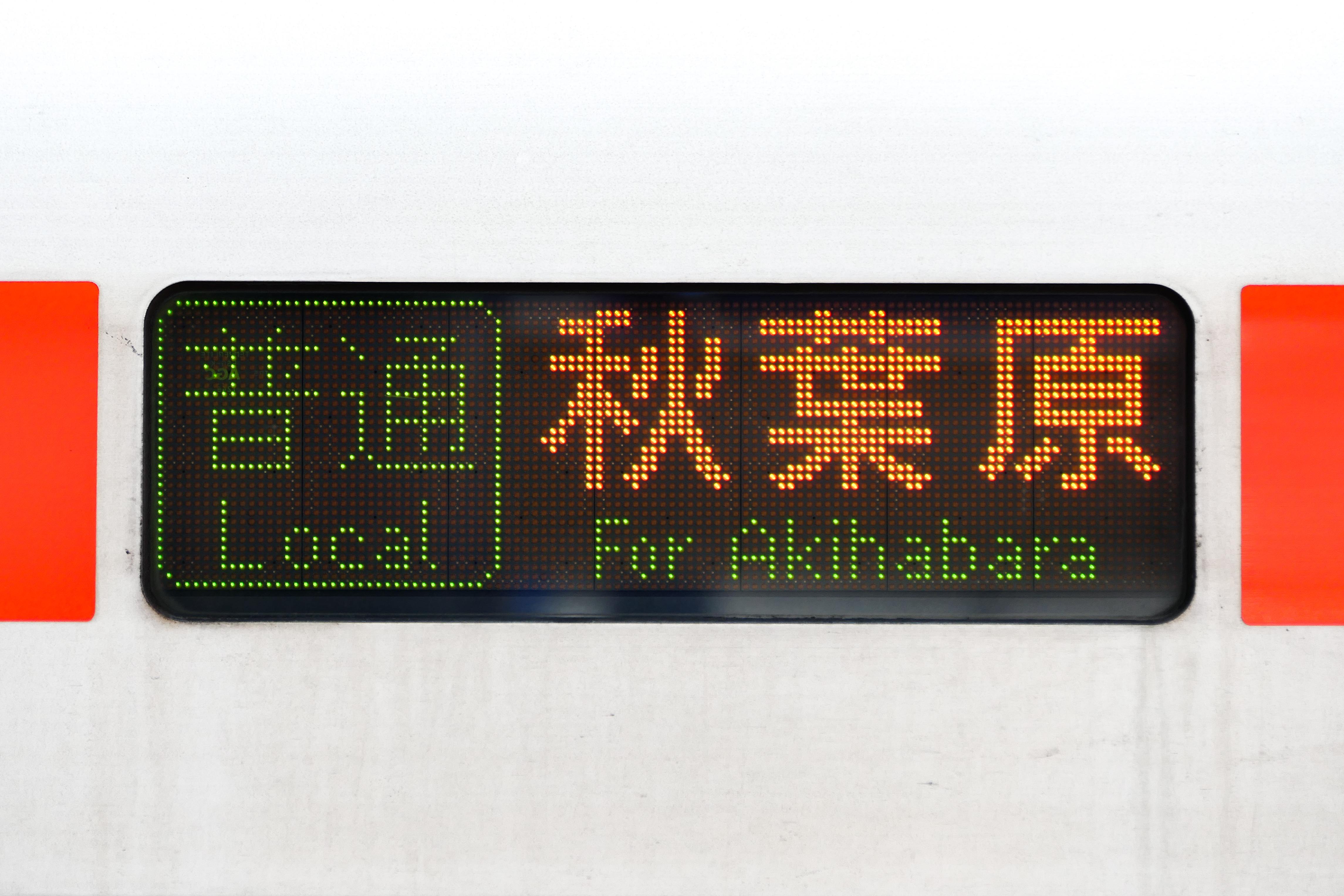
未改造のLED式の行先表示器（2672）
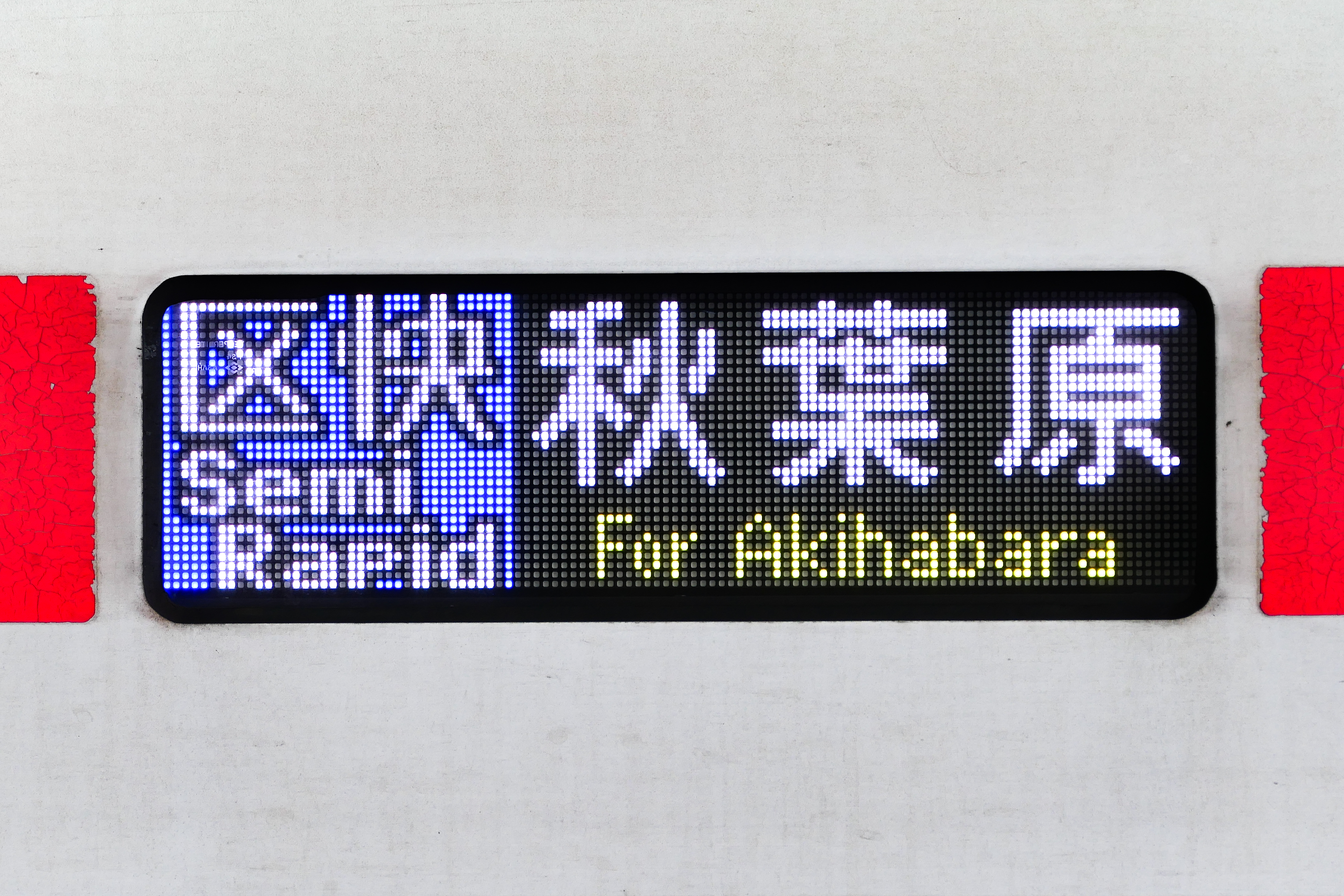
改造後のLED式の行先表示器（2658）

## 運用
秋葉原駅 - つくば駅の全区間で運用されており、全ての列車種別（快速・通勤快速・区間快速・普通）に充当される。特に快速・通勤快速の全列車と大半の区間快速には本系列が充当される。また、過去にはお召し列車として運用されたこともある。詳細は該当項目を参照。

## ラッピングトレイン
本系列に『チャギントン』のキャラクターを装飾した「TXチャギントントレイン」が、2016年2月27日から4月10日までは第51編成、2017年2月25日から4月9日までは第64編成を使用して運行された。
2025年4月1日より本系列の第51編成と第67編成につくばエクスプレス開業20周年記念ラッピングが行われ運用されている。ラッピングは先頭車のヘッドマークと車体側面のシールで構成されている。

## 廃車
2019年2月28日に発生した、総合基地構内での脱線事故により、2次増備車である第71編成のうち破損したTX-2171とTX-2271が同年7月に廃車となった。またTX-2271とユニットを組んでいたTX-2371についても2020年3月24日付で廃車となった。残った3両については社員・乗務員が研修などで使用する「実物教材車」に転用された。その後内装の一部が撤去され、内装部品がテレビドラマ『ペンディングトレイン』の撮影に使用された。

## 不具合
1次増備車24両の床敷物は本来はアルミ材を敷いた上でゴム製の床敷物を貼り付けるものであるが、現車ではアルミ材が敷かれておらず、鉄道車両の火災対策基準を満たさないことから、国土交通省より改善指示が出された。これに対し、首都圏新都市鉄道は2011年（平成23年）度末までの予定で取り替えを回答している。
2019年5月10日に、2次増備車である第73編成の全般・重要部検査を行った際に、主変換装置の機器吊り用レールの取り付け部においてひび割れが発見された。これを受けてTX-2000系およびTX-1000系の全編成について取り付け部を確認したところ、同じく2次増備車である第72編成においても同様のひび割れが発見された。それ以外のTX-2000系およびTX-1000系の編成についてはひび割れがないことが確認された。
その後、当該2編成の製造の過程において、車体側の機器吊り用レールの位置と主変換装置の取り付け穴位置が合わなかったのを修正するために矯正作業を行なった結果ひび割れが発生し、その状態で主変換装置を取り付けたため主変換装置の重量によりひび割れが拡大したとの調査結果が発表された。
不具合が発見された第72・73編成については直ちに営業線での運転が取りやめられた。機器吊り用レールの変形部分を除去し、正常な機器吊り用レールに補強材を追加した上で主変換装置を付け直す作業を実施し、検証試験で安全性を確認したため、順次運行を再開させるとした。